# Diocese de Bellary
A Diocese de Bellary (Latim:Dioecesis Bellaryensis) é uma diocese localizada no município de Bellary, no estado de Carnataca, pertencente a Arquidiocese de Bangalore na Índia. Foi fundada em 15 de junho de 1928 pelo Papa Pio XI. Inicialmente foi fundado como missão sui iuris, sendo elevada a diocese em 1949. Com uma população católica de 33.445 habitantes, sendo 0,5% da população total, possui 49 paróquias com dados de 2018.

## História
Em 15 de junho de 1928 o Papa Pio XI cria a Missão sui iuris de Bellary através da então Diocese de Hyderabad e da Arquidiocese de Madras. Em 1949 a missão sui iuris é elevada a diocese com o nome atual de Diocese de Bellary. Em 2005 é criada a Diocese de Gulbarga a partir do território da Diocese de Belgaum, Diocese de Bellary e da Arquidiocese de Hyderabad.

## Lista de bispos
A seguir uma lista de bispos desde a criação da missão sui iuris em 1928.
|                                  | Nome                                 | Período           | Notas                       |
| Bispos de Bellary                | Bispos de Bellary                    | Bispos de Bellary | Bispos de Bellary           |
| -------------------------------- | ------------------------------------ | ----------------- | --------------------------- |
| 5º                               | Henry D’Souza                        | 2008 - atual      |                             |
| 4º                               | Bernard Blasius Moras                | 2006 - 2008       | Administrador apostólico    |
| 3º                               | Joseph D’Silva                       | 1992 - 2006       | Faleceu no cargo            |
| 2º                               | Ambrose Papaiah Yeddanapalli, O.F.M. | 1963 - 1992       |                             |
| 1º                               | John Forest Hogan, O.F.M.            | 1949 - 1962       | Faleceu no cargo            |
| Prefeitos apostólicos de Bellary |                                      |                   |                             |
| 2º                               | John Forest Hogan, O.F.M.            | 1934 - 1949       | Nomeado bispo dessa diocese |
| 1º                               | Ernesto Reilly, O.F.M.               | 1928 - 1934       | Faleceu no cargo            |